# الزويراء (وادي الدواسر)
الزويراء، هي قرية من فئة (أ) تقع في محافظة وادي الدواسر، والتابعة لمنطقة الرياض في السعودية. وتبعد الزويراء عن محافظة وادي الدواسر بمسافة تقارب (7) كم.